# Carmenta guayaba
Carmenta guayaba is een vlinder uit de familie wespvlinders (Sesiidae), onderfamilie Sesiinae.
Carmenta guayaba is voor het eerst wetenschappelijk beschreven door Eichlin in 2003. De soort komt voor in het Neotropisch gebied.